# Wilsberg: Callgirls
Callgirls ist die sechzehnte Folge der Fernsehfilmreihe Wilsberg. Der Film basiert auf der Wilsberg-Figur aus den Romanen von Jürgen Kehrer. Die Erstausstrahlung erfolgte am 4. Februar 2006 im ZDF. Regie führte Walter Weber, das Drehbuch schrieb Eckehard Ziedrich.

## Handlung
Privatdetektiv Georg Wilsberg wird von Ekki beauftragt, den Malerbetrieb Schlacke unter die Lupe zu nehmen und herauszufinden, ob hier illegal Schwarzarbeiter beschäftigt werden. Bei seinen Recherchen findet Wilsberg zunächst nur die Leiche der jungen Claudia Oppermann, was ihn jedoch wieder mal in Erklärungsnot gegenüber Kommissarin Springer bringt. Mit kriminalistischem Instinkt steckt er das Handy der jungen Frau ein. Bevor er es versehentlich abschaltet, sieht er darauf ein Foto, auf dem Edgar Debelius, der Vorsitzende der Münsteraner Anwaltskammer, beim Sex mit dem Opfer zu sehen ist, und ist überzeugt, dass die junge Frau ermordet worden ist. Da er die PIN des Handys nicht hat, kann er das Foto nicht mehr vorzeigen. Kommissarin Springer ist daher nicht davon überzeugt, von einem Mord auszugehen, zumal Debelius der Erzfeind von Wilsberg ist: Er sorgte seinerzeit dafür, dass Wilsberg die Anwaltszulassung entzogen wurde. Sie traut Wilsberg zu, sich auf diese Weise rächen zu wollen. 
Wilsberg kann Zusammenhänge herausfinden zwischen Edgar Debelius, Robert Schlacke, Giovanni Graumiller und dem Apotheker Albert Pauly. Alle besuchten regelmäßig ein Bordell, dessen Inhaberin Jasmina Bergengrün einen Tag nach Oppermanns Tod ebenfalls tot aufgefunden wird, und geben sich nun gegenseitig ein Alibi. Da auch Claudia Oppermann in dem Bordell ihren Tod gefunden hat, sind die Herren alle äußerst nervös. Sie lassen jedoch ihre Einflüsse spielen, mit der Folge, dass Wilsbergs Bank ihm das Konto sperrt, das Ordnungsamt ihm den Laden schließt und sogar Ekki vom Finanzamt suspendiert wird, weil ein internes Ermittlungsverfahren gegen ihn eingeleitet wurde. 
Wilsberg gelingt es, den Apotheker zum Reden zu bringen, und so erfährt er von der „Hasenjagd“, die die vier Männer zusammen mit einigen anderen, wie dem Bankier, Herren aus dem Finanzamt und sogar dem Staatsanwalt, hin und wieder veranstaltet haben. An diesen Gruppensex-Abenden waren Minderjährige beteiligt, so auch Claudia Oppermann. Wilsberg kann einen Zeugen so unter Druck setzen, dass er gegen die Beschuldigten aussagt, sodass sie zur Rechenschaft gezogen werden können.
Nachdem sich über die Obduktion herausstellt, dass Jasmina Bergengrün an einer Vergiftung gestorben ist, fällt nun auch Robert Schlacke einem Anschlag zum Opfer, den er aber überlebt. Das bringt Wilsberg auf die Fährte des wahren Täters: Claudia Oppermann wurde im frühen Kindesalter adoptiert. Ihre Mutter ist nach Wilsbergs Recherche eine Frau Maier, die unter dem Namen Maria Landwein das Frauenhaus in Münster leitet, in dem Claudia Hilfe gesucht hat. Claudia tötete sich tatsächlich selbst, nachdem sie erfahren hatte, dass Giovanni Graumiller ihr leiblicher Vater ist, da auch ihre Mutter schon in dem Bordell gearbeitet hatte. Ihre Mutter wollte danach Claudia rächen. 
Am Ende werden Maria Landwein, Debelius, Schlacke, Pauly und der Staatsanwalt festgenommen. Graumiller liegt erschossen in seinem Club.

## Hintergrund
Bei dem Song am Ende der Episode handelt es sich um Bang, Bang (My Baby Shot Me Down) von Nancy Sinatra.
Callgirls erschien zusammen mit der Folge Ausgegraben von Polarfilm auf DVD.
Der Running Gag „Bielefeld“ verweist in dieser Folge in der 81. Minute auf den ehemaligen Wohnort des Staatsanwalts (Holger Hauer), wohin sich dieser auch wieder versetzen lassen will.

## Kritik
Tilmann P. Gangloff meint auf tittelbach.tv zu diesem Krimi: „Der zweite ‚Wilsberg‘ ohne Heinrich Schafmeister – und ‚Callgirls‘ ist gleich einer der bis dahin besten Episoden der Münsteraner Kriminalkomödien-Reihe. Ziedrichs Drehbuch ist äußerst dicht erzählt, die Darsteller fühlen sich mit ihren Figuren sichtlich wohl, Walter Webers Inszenierung hält die Spannung hoch, ohne dafür billige Effekte bemühen zu müssen, und die Komik sorgt für lauthalse Lacher. Der Fall führt Wilsberg in die höchsten Kreise: Sämtliche Honoratioren geben sich in einem Luxus-Bordell die Klinke in die Hand.“
Die Kritiker der TV Spielfilm urteilten, diese sei „eine der besten und witzigsten Folgen“.